# 로크스 상수
로크스(Lochs) 상수 {\displaystyle \;L}
수 이론에서, 로크스 상수는 로크스(Lochs) 정리로부터 전형적인 실수의 연분수 확장의 수렴 속도에 관한 상수이다.
정리의 증거는 1964년 구스타브 로크스(Gustav Lochs)에 의해 출판되었다.
정리에 따르면, 구간 (0,1)의 거의 모든 실수에 대해 소수의 10 진수 확장의 첫 번째 n 개 자리를 결정하는 데 필요한 숫자의 연분수 확장 항의 수는 점근적으로 다음과 같이 동작한다.
{\displaystyle x\in (0,1)}
{\displaystyle m=} 규칙적인 연분수에서 수렴하는 구현의 대상 객체
{\displaystyle n=} 소수 자리
{\displaystyle L=\lim _{n\to \infty }{m \over n}}
{\displaystyle \;\;\;={{6\ln(2)\ln(10)} \over {\pi ^{2}}}}
{\displaystyle \;\;\;=0.9702714...(OEISA086819)}
- 레비(Levy)상수와의 상관관계

{\displaystyle L={{1} \over {2\log _{1}0(e^{\beta })}}} {\displaystyle \qquad e^{\beta }}는 레비(Levy)상수
{\displaystyle \;\;\;={{\ln 10} \over {2\beta }}}
- 포터(porter)상수와의 상관관계

{\displaystyle C=\left(\left({{6\ln(2)} \over {\pi ^{2}}}\right)((48\ln A)-(\ln 2)-(4\ln \pi )-2)\right)-{{1} \over {2}}}
{\displaystyle \;\;\;={{{6\ln 2}((48\ln A)-(\ln 2)-(4\ln \pi )-2)} \over {\pi ^{2}}}-{{1} \over {2}}}
{\displaystyle \;\;\;=1.4670780794....(OEISA086237)}
{\displaystyle A} 글레이셔-킨켈린 상수 (Glaisher-Kinkelin constant)
- 역수

{\displaystyle L^{-1}={{\pi ^{2}} \over {6\ln 2\ln 10}}}
{\displaystyle \;\;\;=1.0306408341....(OEISA062542)}
{\displaystyle }
{\displaystyle }
{\displaystyle }

## 같이 보기
- 수학 상수
- 포터 상수
- 레비 상수
- 구간 {\displaystyle \;x\in (0,1)}